# ماري إي. هنت
ماري إي. هنت (بالإنجليزية: Mary E. Hunt)‏ هي ثيولوجية أمريكية، ولدت في 1951 في الولايات المتحدة.